# Pinckard
Pinckard is een plaats (town) in de Amerikaanse staat Alabama, en valt bestuurlijk gezien onder Dale County.

## Demografie
Bij de volkstelling in 2000 werd het aantal inwoners vastgesteld op 667.
In 2006 is het aantal inwoners door het United States Census Bureau geschat op 636, een daling van 31 (-4,6%).

## Geografie
Volgens het United States Census Bureau beslaat de plaats een oppervlakte van
13,8 km², geheel bestaande uit land. Pinckard ligt op ongeveer 52 m boven zeeniveau.

## Plaatsen in de nabije omgeving
De onderstaande figuur toont de plaatsen in een straal van 16 km rond Pinckard.